# 허징
허징(許澂, 1549년 ~ ?)은 조선시대 중기의 문신. 본관은 양천, 자는 경우(景虞)이다.
용천부사(龍川府使)를 지낸 허윤(許碖)과 재취부인 영광김씨의 아들로 동복 형은 의학자 허준이다.
이복 형 허옥(許沃)이 장남이며, 허준은 차남, 허징은 삼남이다. 부인은 당시 문신으로 이름이 높았던 노수신의 딸이다. 1549년 경기도 임진현 우근리(현재 경기도 파주시 대강면 우근리)에서 태어나, 1586년(선조 19년) 문과 알성시 병과에 급제하여 벼슬길에 올랐다. 학관(學官)을 거쳐 목사(牧使)를 역임했다.